# Deena (ca sĩ)
Deena Herr, biểu diễn dưới nghệ danh Deena, là một ca sĩ người Đức biểu diễn ở Uganda.
Cô là một nhân viên xã hội đang được đào tạo từ Berlin, Deena đã được phát hiện vào năm 2013 bởi một nhà sản xuất âm nhạc ở Uganda khi đi du lịch ở Kampala. Đĩa đơn của cô Mumulete! ("Mang anh ấy cho em!"), Được viết bằng ngôn ngữ địa phương Luganda và phát hành vào năm 2015, đã được một hit virus ở Uganda, dẫn đến một sự nghiệp trên truyền hình và đài phát thanh Uganda. Deena đã quy một phần thành công của cô vào sự mới lạ là một phụ nữ da trắng biểu diễn bằng ngôn ngữ địa phương, điều mà công chúng của cô đánh giá cao.